# Casa de Ubillos
La Casa de Ubillos es un palacio situado en la localidad de Zumaya, en la comarca de Urola Costa, en Guipúzcoa. El nombre se debe a la familia originalmente propietaria de la misma. Está situada en la Parte Vieja de Zumaya y clasificada como Bien de Interés Cultural de Guipúzcoa.

## Historia
Antes del siglo XVI, el palacio era apenas una torre, la situada a la izquierda en la parte frontal del edificio. En el siglo XVI, se añadió el edificio principal, el patio cuadrado al gusto renacentista, la amplia entrada y los balcones. Con esta renovación, El edificio perdió el aspecto de edificación defensiva militar que tuvo en su época anterior.
Hoy en día es la sede la Escuela de Música de Zumaya.
- Datos: Q65769981
- Multimedia: Ubillos Palace / Q65769981